# سفیدابروی جنوبی
سفیدابروی جنوبی (نام علمی: Tchagra tchagra) نام یک گونه از سرده سفیدابرو است.